# Бархатница Шренка
Бархатница Шренка (лат. Ninguta schrenckii) — вид дневных бабочек из семейства Бархатницы. Единственный представитель монотипического рода Ninguta Moore, 1892.

## Этимология названия
Видовое название дано в честь Леопольда Ивановича Шренка (1826 - 1894) — российского зоолога, геолога и этнолога.

## Описание
Размах крыльев 60—76 мм. Крылья широкие, округлые, их внешний край волнистый. Фоновая окраска крыльев самца пепельно-бурая, становящаяся более тёмной и насыщенной к внешнему краю крыльев. На передних крыльях имеется небольшое тёмное пятнышко у вершины крыла. На задних крыльях проходит ряд прикраевых овальных пятен различного размера черно-бурого цвета.
Половой диморфизм не выраженный. Самка крупнее и несколько светлее самца. Ее крылья шире, а темные пятна на них более развиты и темнее окрашены, располагаются на светлой перевязи. На нижней стороне крылья светлоокрашенные, бежевого цвета, с рисунком, образованным двумя волнистыми блеклыми предкраевыми линиями. Тёмные пятна в желтовато-бежевых ободках центрированы беловатым «зрачком».

## Ареал
Россия (Приморский край, юг Хабаровского край, юг Амурской области, юго-запад Сахалина), Китай (северный, северо-восточный, Тибет), Япония, Корейский полуостров.

## Биология
За год развивается в одном поколении. Время лёта с июля до конца августа. Бабочки встречаются часто под пологом леса и на опушках. Гусеница старших возрастов тонкая, светло-зеленая, в продольных темно-зеленых линиях и с острыми рожками на голове. Кормовые растения гусениц — осоки и камыш. Зимует гусеница. Куколка коричневого или светло-зеленого цвета.

## Подвиды
Вид разделяется на следующие подвиды:
- Ninguta schrenckii schrenckii
- Ninguta schrenckii carexivora (Murayama, 1953) Япония
- Ninguta schrenckii damontas (Fruhstorfer, 1909) Китай, Сычуань
- Ninguta schrenckii iwatensis (Okano, 1954) Япония
- Ninguta schrenckii kuatunensis (Mell, 1939)
- Ninguta schrenckii menalcas (Fruhstorfer, 1909) Япония
- Ninguta schrenckii niigatana Murayama, 1965 Япония
- Ninguta schrenckii obscura (Mell, 1942)
- Ninguta schrenckii suzukaensis (Mori & Murayama, 1954) Япония